# 2. Lothringisches Pionier-Bataillon Nr. 20
Le 20e bataillon du Génie (Lorrain no 2) était une unité de l’armée impériale allemande. Elle était rattachée au XVIe Corps d'Armée.

## Historique de l'unité
Comme le 1. Lothringisches Pionier-Bataillon Nr. 16, ou 1er Lorrain, le Lothringisches Pionier-Bataillon Nr. 20, ou 2e Lorrain, relevait de l'État-major du Génie du XVIe Corps d'Armée.
Le recrutement du bataillon se faisait en Moselle, partie intégrante de l'Alsace-Lorraine. La garnison était stationnée à Metz, première place forte de l'Empire allemand.